# Brendan Langley
Brendan Langley (Marietta, 16 ottobre 1994) è un giocatore di football americano statunitense che ha giocato nel ruolo di cornerback nella National Football League (NFL).

## Biografia

### Carriera professionistica
Langley al college giocò a football all'Università della Georgia nel 2013 e alla Lamar University dal 2015 al 2016. Fu scelto nel corso del terzo giro (101º assoluto) nel Draft NFL 2017 dai Denver Broncos. Debuttò come professionista subentrando nella gara del primo turno contro i Los Angeles Chargers senza fare registrare alcuna statistica.
Fu svincolato dai Broncos prima dell'inizio della stagione 2019.